# Vábel (Pleven)
Vábel (búlgaro: Въ̀бел) es un pueblo de Bulgaria perteneciente al municipio de Nikópol de la provincia de Pleven.
Se ubica unos 5 km al sur de Nikópol, sobre la carretera 52 que lleva a Ruse.
La localidad es de origen medieval y tiene su origen en un asentamiento junto a un manantial que los primeros pobladores eslavos llamaban "Stubla". Al llegar a la zona los protobúlgaros y mezclarse con la población local, el pueblo adoptó su actual topónimo "Vábel". Un montículo junto al pueblo alberga un monumento a los militares rusos que murieron en la captura de Nikópol durante la guerra ruso-turca (1877-1878).

## Demografía
En 2011 tenía 740 habitantes, de los cuales el 53,24% eran étnicamente búlgaros y el 1,08% turcos.
En anteriores censos su población ha sido la siguiente:
| Gráfica de evolución demográfica de Vábel entre 1934 y 2011 |
|                                                             |